# Vịnh Narragansett

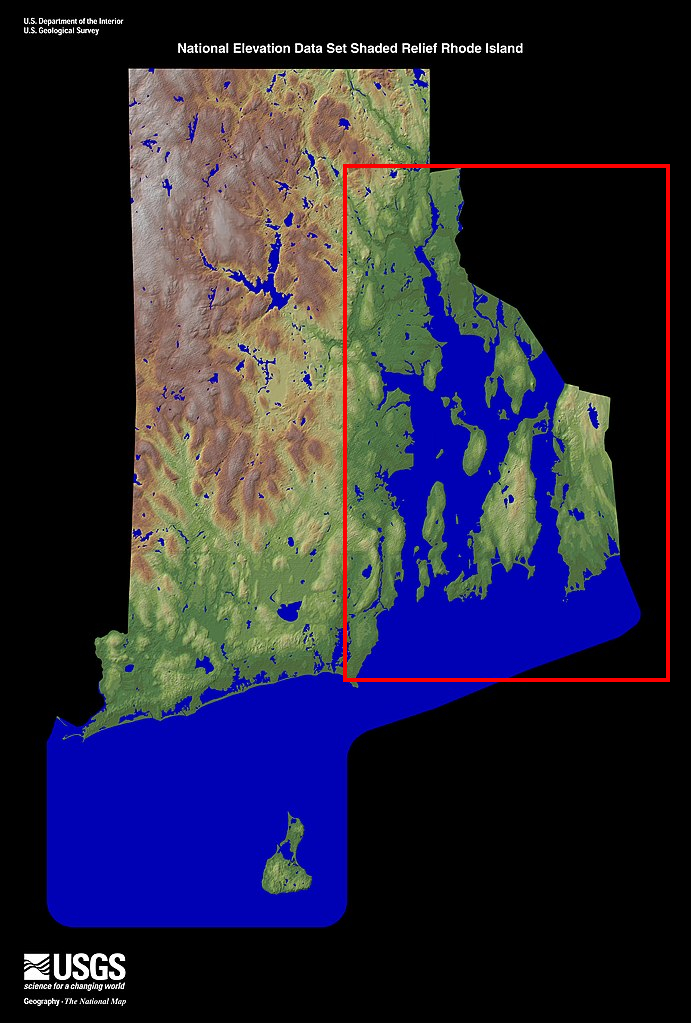
Vịnh Narragansett, Rhode Island.

Vịnh Narragansett là một vịnh, một vùng cửa sông ở mạn bắc eo biển Rhode Island, chiếm diện tích 147 mi2 (380 km²), trong đó 120,5 mi2 (312 km²) là của Rhode Island. Vịnh này là vùng eo biển rộng nhất New England, đóng vai trò một cảng tự nhiên rộng rãi. Một phần vịnh thuộc địa vực Massachusetts.
Có hơn 30 đảo trong vịnh; ba đảo lớn hơn cả là đảo Aquidneck, đảo Conanicut, và đảo Prudence. Những vùng nước thuộc lưu vực vịnh Narragansett gồm sông Sakonnet, vịnh Mount Hope, và sông Taunton. Vịnh này hướng ra eo biển Rhode Island và Đại Tây Dương. Đảo Block nằm cách vịnh chưa tới 20 dặm (32 km).

## Địa lý

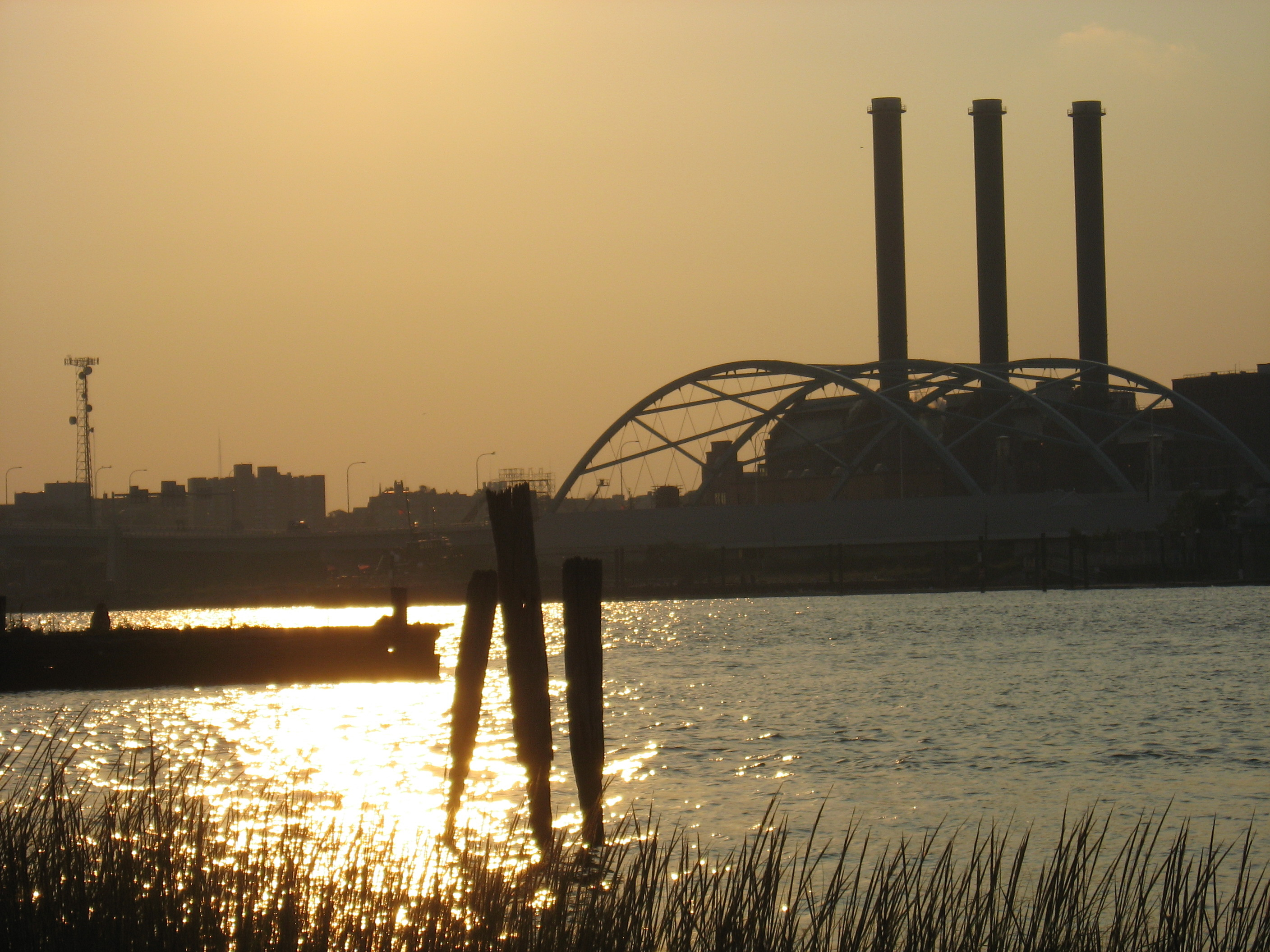
Đảo Providence

Vịnh Narragansett có diện tích chừng 147 dặm (237 km). Lưu vực vịnh gồm bảy con sông, và chúng đổ vào vịnh 2,1 tỉ gallon nước mỗi ngày. Lưu lượng nước tăng giảm theo mùa, sông nhiều nước nhất lúc xuân và ít nước nhất vào đầu thu.
Vịnh là một thung lũng sông chìm, tạo nên từ thung lũng sông Sakonnet, thung lũng East Passage, và thung lũng West Passage. Độ sâu biến thiên mạnh giữa ba thung lũng, với độ sâu trung bình của lần lượt East Passage, West Passage, và Sakonnet là 121 foot (37 m), 33 foot (10 m), và 25 foot (7,6 m).
Providence là thủ phủ kiêm thành phố lớn nhất của Rhode Island, nằm ở cực bắc vịnh. Nhiều khu ngoại ô của Providence, gồm Warwick và Cranston, nằm quanh vịnh. Thành phố Newport nằm ở cực nam đảo Aquidneck, là nơi đặt Đại học Hải chiến Hoa Kỳ, Trung tâm Hải chiến ngầm, và một khu huấn luyện của Hải quân Hoa Kỳ. Thành Fall River, Massachusetts tọa lạc nơi hợp lưu giữa sông Taunton và vịnh Mount Hope, tức chỗ viễn đông bắc của vịnh Narragansett.